# 1188
Il 1188 (MCLXXXVIII in numeri romani) è un anno bisestile del XII secolo.

## Eventi
Si riuniscono a León le Cortes di Leon, con i membri della nobiltà, del clero e un rappresentante della città. Per la prima volta in Europa si riuniscono in assemblea i tre poteri.

## Nati
- 4 marzo - Bianca di Castiglia, regina († 1252)
- 24 marzo - Ferdinando del Portogallo, conte († 1233)
- 26 novembre - Jurij II di Vladimir, principe († 1238)
- Ada d'Olanda, nobile († 1226)
- Sigfrido di Ratisbona, vescovo cattolico tedesco († 1246)
- Agostino Tolosano, storico e religioso italiano († 1226)
- Bentivoglio de Bonis, presbitero italiano († 1232)

## Morti
- 22 gennaio - Ferdinando II di León, re (n. 1137)
- 9 febbraio - Shams al-Din Muhammad ibn al-Muqaddam, nobile arabo
- 12 giugno - Ugo della Volta, arcivescovo italiano
- 14 luglio - Enrico di Marcy, abate, vescovo e cardinale francese
- 11 ottobre - Roberto I di Dreux, francese
- 4 novembre - Teodobaldo di Vermandois, abate, cardinale e vescovo cattolico francese
- 17 novembre - Usama ibn Munqidh, storico, letterato e politico arabo (n. 1095)
- 14 dicembre - Bertoldo I d'Istria, nobile italiano
- Agostino Erlendsson, vescovo cattolico e santo norvegese
- Eva MacMurrough, irlandese
- Pietro Torchitorio III
- Roger di Mowbray, nobile anglosassone
- Ruggero Bernardo I di Foix, conte

## Calendario
| Calendario 1188 | Calendario 1188 | Calendario 1188 | Calendario 1188 | Calendario 1188 | Calendario 1188 | Calendario 1188 | Calendario 1188 | Calendario 1188 | Calendario 1188 | Calendario 1188 | Calendario 1188 | Calendario 1188 | Calendario 1188 | Calendario 1188 | Calendario 1188 | Calendario 1188 | Calendario 1188 | Calendario 1188 | Calendario 1188 | Calendario 1188 | Calendario 1188 | Calendario 1188 | Calendario 1188 | Calendario 1188 | Calendario 1188 | Calendario 1188 | Calendario 1188 | Calendario 1188 | Calendario 1188 | Calendario 1188 | Calendario 1188 | Calendario 1188 |
| --------------- | --------------- | --------------- | --------------- | --------------- | --------------- | --------------- | --------------- | --------------- | --------------- | --------------- | --------------- | --------------- | --------------- | --------------- | --------------- | --------------- | --------------- | --------------- | --------------- | --------------- | --------------- | --------------- | --------------- | --------------- | --------------- | --------------- | --------------- | --------------- | --------------- | --------------- | --------------- | --------------- |
|                 | 1               | 2               | 3               | 4               | 5               | 6               | 7               | 8               | 9               | 10              | 11              | 12              | 13              | 14              | 15              | 16              | 17              | 18              | 19              | 20              | 21              | 22              | 23              | 24              | 25              | 26              | 27              | 28              | 29              | 30              | 31              |                 |
| Gennaio         | Ve              | Sa              | Do              | Lu              | Ma              | Me              | Gi              | Ve              | Sa              | Do              | Lu              | Ma              | Me              | Gi              | Ve              | Sa              | Do              | Lu              | Ma              | Me              | Gi              | Ve              | Sa              | Do              | Lu              | Ma              | Me              | Gi              | Ve              | Sa              | Do              |                 |
| Febbraio        | Lu              | Ma              | Me              | Gi              | Ve              | Sa              | Do              | Lu              | Ma              | Me              | Gi              | Ve              | Sa              | Do              | Lu              | Ma              | Me              | Gi              | Ve              | Sa              | Do              | Lu              | Ma              | Me              | Gi              | Ve              | Sa              | Do              | Lu              |                 |                 |                 |
| Marzo           | Ma              | Me              | Gi              | Ve              | Sa              | Do              | Lu              | Ma              | Me              | Gi              | Ve              | Sa              | Do              | Lu              | Ma              | Me              | Gi              | Ve              | Sa              | Do              | Lu              | Ma              | Me              | Gi              | Ve              | Sa              | Do              | Lu              | Ma              | Me              | Gi              |                 |
| Aprile          | Ve              | Sa              | Do              | Lu              | Ma              | Me              | Gi              | Ve              | Sa              | Do              | Lu              | Ma              | Me              | Gi              | Ve              | Sa              | Do              | Lu              | Ma              | Me              | Gi              | Ve              | Sa              | Do              | Lu              | Ma              | Me              | Gi              | Ve              | Sa              |                 |                 |
| Maggio          | Do              | Lu              | Ma              | Me              | Gi              | Ve              | Sa              | Do              | Lu              | Ma              | Me              | Gi              | Ve              | Sa              | Do              | Lu              | Ma              | Me              | Gi              | Ve              | Sa              | Do              | Lu              | Ma              | Me              | Gi              | Ve              | Sa              | Do              | Lu              | Ma              |                 |
| Giugno          | Me              | Gi              | Ve              | Sa              | Do              | Lu              | Ma              | Me              | Gi              | Ve              | Sa              | Do              | Lu              | Ma              | Me              | Gi              | Ve              | Sa              | Do              | Lu              | Ma              | Me              | Gi              | Ve              | Sa              | Do              | Lu              | Ma              | Me              | Gi              |                 |                 |
| Luglio          | Ve              | Sa              | Do              | Lu              | Ma              | Me              | Gi              | Ve              | Sa              | Do              | Lu              | Ma              | Me              | Gi              | Ve              | Sa              | Do              | Lu              | Ma              | Me              | Gi              | Ve              | Sa              | Do              | Lu              | Ma              | Me              | Gi              | Ve              | Sa              | Do              |                 |
| Agosto          | Lu              | Ma              | Me              | Gi              | Ve              | Sa              | Do              | Lu              | Ma              | Me              | Gi              | Ve              | Sa              | Do              | Lu              | Ma              | Me              | Gi              | Ve              | Sa              | Do              | Lu              | Ma              | Me              | Gi              | Ve              | Sa              | Do              | Lu              | Ma              | Me              |                 |
| Settembre       | Gi              | Ve              | Sa              | Do              | Lu              | Ma              | Me              | Gi              | Ve              | Sa              | Do              | Lu              | Ma              | Me              | Gi              | Ve              | Sa              | Do              | Lu              | Ma              | Me              | Gi              | Ve              | Sa              | Do              | Lu              | Ma              | Me              | Gi              | Ve              |                 |                 |
| Ottobre         | Sa              | Do              | Lu              | Ma              | Me              | Gi              | Ve              | Sa              | Do              | Lu              | Ma              | Me              | Gi              | Ve              | Sa              | Do              | Lu              | Ma              | Me              | Gi              | Ve              | Sa              | Do              | Lu              | Ma              | Me              | Gi              | Ve              | Sa              | Do              | Lu              |                 |
| Novembre        | Ma              | Me              | Gi              | Ve              | Sa              | Do              | Lu              | Ma              | Me              | Gi              | Ve              | Sa              | Do              | Lu              | Ma              | Me              | Gi              | Ve              | Sa              | Do              | Lu              | Ma              | Me              | Gi              | Ve              | Sa              | Do              | Lu              | Ma              | Me              |                 |                 |
| Dicembre        | Gi              | Ve              | Sa              | Do              | Lu              | Ma              | Me              | Gi              | Ve              | Sa              | Do              | Lu              | Ma              | Me              | Gi              | Ve              | Sa              | Do              | Lu              | Ma              | Me              | Gi              | Ve              | Sa              | Do              | Lu              | Ma              | Me              | Gi              | Ve              | Sa              |                 |